# Dyspraksi
Dyspraksi (dyspraxia) er en funktionsnedsættelse der indebærer at personen har svært ved at koordinere sine muskelbevægelser. Det kan ytre sig ved vanskeligheder med at tale, skrive og at holde balancen. Har tidligere været omtalt som "fumler-tumler-syndrom" (en. clumsy child syndrome)